# Тенсбюттель-Рёст
Тенсбюттель-Рёст (нем. Tensbüttel-Röst) — община в Германии, в земле Шлезвиг-Гольштейн. 
Входит в состав района Дитмаршен. Подчиняется управлению КЛьГ Альберсдорф.  Население составляет 683 человека (на 31 декабря 2010 года). Занимает площадь 19,36 км².
Коммуна подразделяется на 2 сельских округа.